# Diogo do Congo
Diogo I (1503-1561) foi o manicongo do Reino do Congo desde 1545 até 1561. Seu reinado foi bastante conturbado devido a divergências com portugueses. 

## Biografia

### Origem
D. Diogo foi filho da princesa Nzinga Amvemba, filha mais velha do rei D. Afonso I . Baseado na antiga sucessão matrilinear, D. Diogo reivindicou o trono após a subida de seu tio, D. Pedro I como rei, já que este era considera muito favorável a influência portuguesa no reino. 

### Reinado
Dom Diogo tomou o poder com apoios dos senhores (mwene) de Cabunga e Quiva, cujos domínios localizavam-se a oeste da capital, São Salvador.  Com a tomada do poder, seu reinada dá continuidade na expansão do catolicismo no Congo, política trazida desde a época de seu avô para melhor relação com os portugueses. A vinda de jesuítas para o país foi muito requisitada pelo rei através do embaixador Diogo Gomes em Roma. Diogo solicitou "missionários de boa moral" para aumentar a independência da igreja no Congo. Mesmo assim chegou a expulsar missionários, inclusive o bispo João Batista da ilha de São Tomé, já que este era o maior comerciante de escravos na costa africana e o rei desejava o monopólio do comercio. 
Em 1548 lança um ataque ao senhor da ilha de Luanda, tomando-a para si e capturando alguns contrabandistas portugueses. Também tentou investidas contra o Reino do Dongo em 1556, sendo porém, vencido militarmente pelos angolas (governantes tradicionais). O Reino do Dongo posteriormente também estabeleceu relações com Portugal. 
O rei arranjou brigas com portugueses devido a disputa de influência, além da disputa pelo comercio de escravos. Em 1555 os europeus foram expulsos de São Salvador, mesmo aqueles que eram naturalizados. Foi neste momento que em clandestinidade o catecismo foi escrito em quicongo pelos franciscanos em 1557. Este foi o primeiro grande documento escrito em uma língua banta da história. 
Durante muitos anos os portugueses tentaram por vezes depor D. Diogo em favor de seu exilado tio, D. Pedro, que se refugiou em Luanda após sua queda. Porém D. Diogo sempre repeliu as conspirações até sua morte em 4 de novembro de 1561. Com sua morte a violenta disputa pela sucessão começa, com facções apoiadas por portugueses e congoleses. 